# آلترناتیو آلمانی
آلترناتیو آلمانی (آلمانی: Deutsche Alternative یا DA) یک گروه کوچک نئونازی بود که توسط مایکل کوهن در آلمان در سال ۱۹۸۹ ایجاد شد.

## ایدئولوژی
هدف اعلام شده این حزب احیای رایش آلمان بود. پس از جنگ جهانی دوم، ابن حزب تصرف مناطق آلمان در اروپای شرقی را رد کرد و ادعا کرد که در حال حاضر تعداد زیادی خارجی در آلمان وجود دارد.

## تاریخچه
این گروه جانشین یا آلترناتیو کوتاه مدت حزب مجموعه ملی، که خود به دنبال برکناری کوهن از حزب کارگران آزاد آلمان به دلیل همجنس‌گرا بودن وی ایجاد شد. این سازمان به عنوان بازوی سیاسی قانونی جبهه حزب جامعه اعتقادات جدید (GdNF)، سازمان مبارزتر نئونازی کوهن تشکیل شد. پس از تأسیس، اعضای جامعه اعتقادات جدید، جمهوری خواهان و حزب دموکرات ملی آلمان (NPD) را پذیرفت. رهبری کامل NPD در برلین و براندنبورگ در سال ۱۹۹۱ به عضو DA درآمد.
این گروه با نام آلترناتیو ملی در آلمان شرقی سابق سازماندهی شد، و اینگو هاسلباخ به عنوان رهبر بود. این لباس DA اردوگاه‌های آموزشی شبه نظامیان را در برلین شرقی سازماندهی کرد و ارتباط نزدیکی با سایر گروه‌ها و شخصیت‌های بین‌المللی مانند گری لاوک برقرار کرد. با این حال، پس از حدود یک سال فعالیت شدید، این بازوی DA از هم پاشید.
پس از مرگ کوهن در اثر ایدز در سال ۱۹۹۱، فرانک هوبنر رئیس جدید سازمان شد، در حالی که رنه کوسویگ به عنوان معاون به عنوان معاون خود فعالیت کرد. هر دو اهل آلمان شرقی هستند. این امر باعث شد حدود هشتاد عضو، عمدتاً از بخش غربی کشور، DA را برای شروع Deutsches Hessen , Nationaler Block , Volkstreue Liste و Deutscher Weg ترک کنند.
این گروه در سال ۱۹۹۲ و همچنین جبهه ملی و حمله ملی دنبال آتش‌سوزی به پناهجویانی که در مولن، شلسویگ-هولشتاین پناهنده شده بودند، ممنوع شد. در آن زمان، ۳۴۰ عضو و سازمان وابسته در راینلاند-فالتس، براندنبورگ، زاکسن، برلین و برمن داشت. در کوتبوس حتی اعضای بیشتری از حزب سوسیال دموکرات آلمان داشت. در فرمان منع آن، سه حمله به خوابگاه حاوی پناهندگان که اعضای DA به دلیل شرکت در آنها دستگیر شدند، ذکر شده‌است.